# Holsloot
Holsloot is een dorp in de gemeente Coevorden in de Nederlandse provincie Drenthe. Holsloot ligt aan het kanaal de Verlengde Hoogeveensche Vaart. Het ontstaan van Holsloot langs het kanaal vond plaats rond 1860 tijdens de veenontginning. Vroegere bewoning van dit gebied blijkt uit de opgraving van een kringurnenveld. 
De gemeente Coevorden rekent Holsloot samen met Den Hool tot een buurtgemeenschap.

## Verkeersknooppunt
Bij Holsloot ligt het knooppunt Holsloot alwaar de N34 en A37 elkaar kruisen.
Plaatsen: Aalden · Achterste Erm · Benneveld · Coevorden · Dalen · Dalerpeel · Dalerveen · De Kiel · Diphoorn · Eldijk · Erm · Gees · Geesbrug · 't Haantje · Holsloot · Langerak · Meppen · Nieuwe Krim · Nieuwlande (deels) · Noord-Sleen · Oosterhesselen · Schoonoord · Sleen · Steenwijksmoer · Stieltjeskanaal · Veenhuizen · Wachtum · Wezup · Wezuperbrug · Zweeloo · Zwinderen

Overige: Ballast · De Haar · De Mars · Den Hool · Kibbelveen · Klooster · Padhuis · Pikveld · Schimmelarij · Vlieghuis · Weijerswold

Drenthe: Steden en dorpen      Nederland: Provincies · Gemeenten